# 신탄진휴게소
신탄진휴게소(新灘津休憩所, Sintanjin Service Area)는 대전광역시 대덕구 상서동에 위치한 경부고속도로와 서산영덕고속도로의 고속도로 휴게소이다. 주소는 대전광역시 대덕구 산업단지로 27 (상서동)이다. 부산기점에서 280km 떨어진 곳에 위치해 있으며, 서울방향에만 휴게소가 존재하고, 인근 부산방향에는 신탄진 졸음쉼터가 설치되어 있다.

## 시설
- 편의점,매점
- 화물주차장 : 있음
- 정비소
- 현금인출기 : 있음
- 신탄진랜드
- 샤워실
- 분수광장
- 주유소:EX-OIL
- LPG 충전소:E1

## 다음 휴게소
상행선
- 경부고속도로 서울방향 죽암휴게소 8.4km

## 전후
- 신탄진 나들목 ← 신탄진휴게소 ← 회덕 분기점
- 죽암휴게소 ← 신탄진휴게소 ← 옥천휴게소